# Antònia Bardolet i Boix
Antònia Bardolet i Boix (Vic, Osona, 11 de desembre de 1877 - Borredà, Berguedà, 17 de desembre de 1956) fou una escriptora i feminista catalana.
De formació autodidacta, va ser una gran defensora de la llengua esperanto. Motivada per una forta consciència social, va lluitar pels drets fonamentals de les dones i per la cultura del país, fet que la va portar a abanderar més d'una manifestació defensant una sèrie de principis patriòtics. La seva llar va ser durant anys punt de tertúlies i trobades intel·lectuals. Era sòcia del Centre Excursionista de Vic, l'única dona entre les setanta-sis persones fundadores d'aquesta entitat, en la qual va fer sengles sessions sobre un viatge a Londres, sobre rondalles, sobre la Via Àpia i sobre una excursió a Sitges i Vilanova. També va participar en la fundació de l'Ateneu Balmes, amb motiu del centenari de Jaume Balmes. Va formar part, amb Pilar Pratdesaba i Florenci Surroca, d'una comissió encarregada de buscar adhesions per a la constitució de l'Ateneu.
Els seus primers escrits en vers aparegueren en publicacions periòdiques com Gaceta Montañesa de Vic i a Feminal de Barcelona. Dedicà la major part de la seva obra a escriure en prosa. A la Biblioteca d'autors vigatans, hi publicà el recull de narracions sobre psicologia femenina Siluetes femenines (1913), algunes de les quals aparegueren més tard a Lectura Popular. La revista Feminal es va fer ressò de la publicació d'aquesta obra de la seva col·laboradora i va reproduir-ne alguns fragments del pròleg, escrit per mossèn Jaume Collell, que descriu així la seva autora:
| «                      | L’Antonia Bardolet es una casada exemplar, bona esposa y bona mare de familia; però cuimplerts sos debers domèstichs li queda temps y gust per llegir, instruirse, enterarse de moltes coses que no li fan cap nosa al cervell, apendre’l francés y l’inglés y sostenir una correspondencia tirada ab esperantistes de llunyes terres, feyna per mi un poch sobrera. Dotada de penetració y d’un esperit observador sab assimilarse les idees y sentir les emocions del art y de la naturalesa, y té prou independencia de caràcter y de posició per manifestar ab franquesa y sinceritat lo que pensa y sent de les coses de la vida. | » |
| — Mossèn Jaume Collell | |   |

L'any 1918 publicà algunes traduccions de l'anglès en revistes, la més notòria de les quals és la novel·la de l'americana Margaret Ellen Henry-Ruffin El defensor del silenci, publicada com a fulletó a la Revista de Vich. Al llarg de la seva carrera literària, Bardolet obtingué alguns premis a diversos certàmens. La seva afició a l'astronomia la va portar a col·laborar en els estudis que l'il·lustre astrònom Josep Pratdesaba desenvolupava al seu observatori particular de Vic.

## Obra
- Traducció: El defensor del silenci (1918). Vic: Revista de Vic.
- Prosa: Justícia de Déu. Resignació crudel (1921?). Barcelona: Lectura Popular, v. XXI, núm. 352.
- Narracions: Siluetes Femenines (1918). Vic: Gazeta Montañesa, Biblioteca d'Autors Vigatans, XI.